# Mandalawangi (Leles)
Mandalawangi is een bestuurslaag in het regentschap Cianjur van de provincie West-Java, Indonesië. Mandalawangi telt 1250 inwoners (volkstelling 2010).